# Староверово
Староверово — деревня в Пермском районе Пермского края. Входит в состав Двуреченского сельского поселения.

## Географическое положение
Расположена в нижнем течении реки Сыра примерно в 39,5 км к юго-востоку от административного центра поселения, села Ферма, и в 50,5 км к юго-востоку от центра города Перми.

## Население
| 2010 |
| ---- |
| 4    |

## Улицы
- Речная ул.
- Сылвенская ул.
- Цветочная ул.
- Центральная ул.
- Южная ул.